# 岩倉市立岩倉北小学校
岩倉市立岩倉北小学校（いわくらしりついわくらきたしょうがっこう）は、愛知県岩倉市にある公立小学校。

## 概要
- 校区は栄町、中本町（一部を除く）本町（一部）、西市町、新柳町、泉町、中野町、宮前町、東町（仙奈、掛目を除く）、鈴井町、石仏町（岩塚、五山寺の一部）であり、岩倉市立岩倉中学校に進学する[1]。

## 沿革
- 1873年（明治6年）
  - 9月25日 - 丹羽郡石仏村に先進学校が開校。稲原寺[注釈 1]を仮校舎とする。
  - 9月30日 - 丹羽郡岩倉村に第三中学区第三十五番小学校が開校。岩倉村の神明大一社の神官の家を仮校舎とする。
- 1874年（明治7年）4月24日 - 第三中学区第三十五番小学校が神明大一社[注釈 2]境内に校舎を新築し、移転。
- 1876年（明治9年）
  - 6月18日 - 先進学校が幼川学校に改称する。八剣村、神野村、石仏村の児童が通学する。石仏村字長福寺に校舎を新築し、移転。
  - （時期不明） - 第三中学区第三十五番小学校が岩倉学校に改称する。
- 1885年（明治18年） - 丹羽郡葉栗郡第一番高等小学校（稲置村）、丹羽郡葉栗郡第二番高等小学校（小折村）、丹羽郡葉栗郡第三番高等小学校（島村）を統合し、公立涵養学校となる。小折村に設置。
- 1886年（明治19年） -
  - 岩倉学校が尋常小学岩倉学校に改称する。岩倉村、八剱村の児童が通学する。
  - 幼川学校が尋常小学加納馬場学校に改称する。神野村、石仏村、加納馬場村、芝原村、佐野村の児童が通学する。
- 1889年（明治22年）10月1日 -
  - 10月1日 - 町村制により岩倉村が発足。
  - 10月1日 - 井上村、八劒村、神野村、石仏村、加納馬場村、芝原村が合併し、幼村が発足。
  - （時期不明） - （第一番高等小学校、第二番高等小学校、第三番高等小学校を統合し、小折村に丹羽郡葉栗郡高等小学校を設置。
- 1892年（明治25年） -
  - 岩倉村が町制施行し、岩倉町となる。
  - 尋常小学岩倉学校が岩倉尋常小学校に改称する。
  - 尋常小学加納馬場学校が幼尋常小学校に改称する。井上は小折尋常小学校校区から幼尋常小学校校区に移る。
  - 丹羽郡葉栗郡高等小学校が分立し、第一高等小学校（小折村）、第二高等小学校（島村）、第三高等小学校（二川村）が分立する。
- 1894年（明治27年） - 第三高等小学校が三重島村に移転し、三重島高等小学校に改称する。
- 1902年（明治35年） - 第一高等小学校と三重島高等小学校を統合し岩倉町に移転。岩倉高等小学校となる。
- 1906年（明治39年）5月1日 - 岩倉町、幼村の（井上、八剣、神野、石仏）[注釈 3]、島野村、豊秋村が合併し、岩倉町となる。
- 1907年（明治40年）1月 -
  - 岩倉尋常小学校が岩倉第二尋常小学校に改称する。
  - 幼尋常小学校が岩倉第一尋常小学校に改称する。校区は旧・幼村の井上、八剣、神野、石仏となり、旧・幼村の加納馬場と芝原は千秋第一尋常小学校に移る。
- 1908年（明治42年）
  - 4月 - 岩倉第二尋常小学校と岩倉高等小学校を統合し、岩倉尋常高等小学校に改称する。
  - 9月 - 岩倉尋常高等小学校に岩倉第一尋常小学校が統合される。校区は、校区は、高等科が岩倉町全域、尋常科が岩倉、井上、八剣、神野、石仏。統合校舎は無く、旧・岩倉第二尋常小学校と旧・岩倉第一尋常小学校の校舎を使用する。
- 1916年（大正5年） - 統合校舎が完成する。
- 1918年（大正7年）4月1日 - 岩倉女子実業補習学校を併設する。
- 1919年（大正8年）2月25日 - 岩倉男子実業補習学校を併設する。
- 1926年（大正15年） - 本館が完成する。青年訓練所を併設する。
- 1935年（昭和10年）7月1日 - 岩倉女子実業補習学校、岩倉男子実業補習学校、青年訓練所を統合し、岩倉町青年学校が開校する。岩倉尋常高等小学校に併設する。
- 1939年（昭和14年）10月1日 - 青年学校女子部を併設する。
- 1941年（昭和16年）4月1日 - 岩倉国民学校に改称する。
- 1947年（昭和22年）4月1日 - 岩倉町立岩倉北小学校に改称する。
- 1951年（昭和26年） - 校舎を増築する。
- 1954年（昭和29年）9月 - 校舎を大修理する。
- 1961年（昭和36年）8月4日 - 新校舎（鉄筋コンクリート造3階建）が完成する。
- 1965年（昭和40年）5月26日 - 体育館が完成する。
- 1966年（昭和41年）4月1日 - 岩倉町立岩倉東小学校を分離する。
- 1967年（昭和42年）2月8日 - 校舎（鉄筋コンクリート造3階建）を増築する。
- 1969年（昭和44年）7月25日 - 本館（鉄筋コンクリート造3階建）が完成する。
- 1971年（昭和46年）12月1日 - 市制施行し岩倉市が発足。同時に岩倉市立岩倉北小学校に改称する。
- 1976年（昭和51年）4月1日 - 岩倉市立五条川小学校を分離する。
- 1981年（昭和56年）4月1日 - 岩倉市立曽野小学校を分離する。

## 交通アクセス
- 名鉄犬山線岩倉駅下車、徒歩約15分。

## 著名な出身者
- 松田亘哲 - 元プロ野球選手[2]
- 落合玄太 - 騎手[3]